# Papa-isca
O papa-isca (Pimelodus fur) é uma espécie brasileira de peixe teleósteo, siluriforme, da família dos pimelodídeos. Tais peixes medem cerca de com cerca de 23 cm de comprimento.